# Siamang
Siamang (Symphalangus syndactylus) är en art i familjen gibboner och den enda arten i släktet Symphalangus.

## Kännetecken
Som alla gibboner har arten en smal kropp, långa armar och ingen svans. Med en kroppslängd mellan 75 och 90 centimeter och en vikt mellan 8 och 13 kilogram är siamang den största och tyngsta gibbonen. Pälsen är svartfärgad hos bägge kön och det finns inte heller tydliga storleksskillnader. Kännetecknande är en stor säckartad strupe som hjälper djuret under dess högljudda sång – hos andra gibboner är säcken inte lika väl utbildad eller saknas helt. Det vetenskapliga namnet syftar på särdraget att andra och tredje tån vid bakfoten nästan är sammanvuxna (både Symphalangus och syndactylus betyder "hopvuxna fingrar", se även "syndaktyli").

## Utbredning och habitat
Siamang förekommer på södra delen av Malackahalvön samt på Sumatra. Siamang äter företrädesvis blad och löv, i motsats till arterna i de andra gibbonsläktena som lever i samma område, och därför är konkurrensen inte så stor. Habitatet utgörs av tropisk regnskog.

## Levnadssätt
Arten lever liksom de andra gibbonerna i träd och är aktiv på dagen. För att röra sig framåt använder den antingen sina armar eller går på sina bakre extremiteter. De lever i monogama familjegrupper som består av ett föräldrapar och en till tre ungar. Varje grupp har ett revir.
Revirets gränser markeras med hjälp av sång. Hanne och hona sjunger tillsammans i komplexa duetter. Siamang sjunger vanligen senare på förmiddagen för att undvika förväxlingar med gibboner av andra släkten. Revir av siamang och individer från andra gibbonsläkten kan överlappas.
Födan utgörs huvudsakligen av blad och frukter, dessutom äter de även fågelägg och smådjur. Blad utgör huvuddelen i födan och därför har siamang mindre revir och utför kortare vandringar på dagen i jämförelse med de andra gibbonerna.
Efter sju till åtta månaders dräktighet föder honan en enda unge. Efter nästan två år slutar honan att ge di och de blir könsmogna efter 6 till 7 år. Ungarna har samma pälsfärg som de vuxna.

## Status och hot
Siamang kategoriseras av IUCN som starkt hotad (EN) vilket huvudsakligen beror på habitatförstöring genom skogsskövling. I viss mån jagas även djuret fortfarande.

## Systematik
Siamang är ensam art i släktet Symphalangus. Kloss' gibbon kallas ibland "dvärgsiamang", då den också har helt svart päls, men den är inte närmare släkt med siamang, och placeras i släktet Hylobates.
Det skiljs mellan de två underarterna S. s. continentis på Malackahalvön och S. s. syndactylus på Sumatra. Hos populationen på fastlandet är huvudet mindre i jämförelse med kroppen och deras storlek är också något mindre, i jämförelse med populationen på Sumatra.